# Gorjani (obwód Gabrowo)
Gorjani (bułg. Горяни) – wieś w środkowej Bułgarii, w obwodzie Gabrowo, w gminie Trjawna. Miejscowość jest wyludniona.